# SVT Nyheter Skåne
SVT Nyheter Skåne är Sveriges Televisions regionala nyhetsprogram för Skåne län. Inom länet finns även SVT Nyheter Helsingborg som bevakar länets nordvästra del. 

## Historik
Sändningarna av SVT Nyheter Skåne inleddes 2015, när Sydnytt ersattes av de tre lokala programmen SVT Nyheter Skåne, Helsingborg och Blekinge. 

## Programledare
- Maria Pettersson
- Ivan Loftrup-Ericson
- Niklas Sobieski
- Edina Hrustic
- Jenny Lindeborg
- Sarah Sidibé